# Bankekinds och Hanekinds häraders domsaga
Bankekinds och Hanekinds häraders domsaga var en domsaga i Östergötlands län, som fanns mellan 1781 och 1805. Före och efter den tiden ingick området i Åkerbo, Bankekinds, Hanekinds, Memmings och Skärkinds häraders domsaga.
Domsagan lydde under Göta hovrätt och omfattade häraderna Bankekind och Hanekind.

## Tingslag
- Bankekinds tingslag
- Hanekinds tingslag

## Häradshövdingar
- 1781-1804 	Christian Brandt